# Quintus Horatius Flaccus
Quintus Horatius Flaccus, často zvaný jen Horatius (8. prosince 65 př. n. l. Venusia – 27. listopadu 8 př. n. l. Řím) byl římský básník tzv. zlatého věku římské poezie. Působil za vlády císaře Octaviana Augusta a patřil k družině básníků Gaia Cilnia Maecenata. Jeho nejslavnějším básnickým dílem jsou Ódy (Carmina). Významné je i teoretické dílo O umění básnickém (De arte poetica). Je autorem známého hesla Carpe diem (Užívej dne).

## Život
Horatius byl synem propuštěnce (zřejmě bývalého státního otroka) z Venusie na jihu Itálie (dnešní Venosa). Ačkoli byl jeho otec nízkého původu, byl jako výběrčí daní natolik majetný, že byl schopen synovi zajistit nejlepší vzdělání, nejprve ve Venusii, později v Římě. Roku 45 př. n. l. odešel Horatius studovat filosofii do Athén, jak bylo zvykem u mladíků z dobrých rodin. Strávil studiem filozofie v Athénách osmnáct měsíců.
Jeho studium bylo ale přerušeno, když v roce 44 př. n. l. do Athén přišel jeden z Caesarových vrahů Marcus Iunius Brutus, aby zde naverboval vojáky. Horatius vstoupil do jeho republikánské armády a stal se v ní vojenským tribunem. Roku 42 př. n. l. se účastnil bitvy u Filipp, kde byl Brutus poražen vojsky druhého triumvirátu. Horatius se zachránil útěkem a později o sobě řekl, že v bitvě zanechal svůj štít, což bylo častým motivem u básníků řecké mélické poezie (např. u Archilocha).
Po amnestii, jejíž podmínkou byla konfiskace majetku, se vrátil do Itálie a byl nucen živit se jako písař. V této době vznikly jeho první básně. Dostal se do kontaktu s básníky a literáty (spřátelil se například s Vergiliem a Variem) a roku 38 př. n. l. se jejich prostřednictvím seznámil s Gaiem Cilniem Maecenatem, který mu pomohl s vydáním prvních knih a později mu daroval statek v Sabinských horách. Ten ho ekonomicky zajistil a mohl se tak věnovat už pouze psaní.
Maecenas ho představil také císaři Augustovi, s nímž měl Horatius dosti úzké vztahy, přestože se v mládí účastnil bojů proti němu. Tyto vztahy byly založeny na upřímné oddanosti, ne však podlézavosti nebo osobních ambicích básníka. Například když ho císař požádal, aby se stal jeho osobním tajemníkem, Horatius nabídku zdvořile, ale rozhodně odmítl. Celý život si zachoval relativní svobodu a nezávislost a oslava Augusta v některých jeho básních neplynula z poddanosti, ale upřímného souhlasu s císařovou politikou. Nicméně několik děl "na zakázku" pro císaře vytvořil - například oslavnou báseň na vítězství jeho legií.
Horatius zemřel necelé dva měsíce po Maecenatovi a byl vedle něj pohřben na Esquilinu.

## Dílo
- Saturae (Satiry, I. kniha 34 př. n. l., II. 33 př. n. l.): 2 knihy (o 10 a 8 skladbách) v daktylském hexametru. Ačkoli zde Horatius navázal na Lucilia, jeho satiry nemají útočný charakter, jedná se spíše o moralizující kritiky soudobé společnosti a lidských vlastností (například cizoložství, lakomství, nenasytnosti, chamtivosti, obžerství). Knihy obsahují i filozofické pasáže, kde se Horatius přihlašuje k Epikúrovi. V jeho jménu vyzdvihuje takt a umírněnost v lidském jednání.

- Epodae (Epódy nebo též Jamby, 30 př. n. l.): 17 básnických skladeb, které sám Horatius nazýval Iambi s ohledem na metrum, jež v díle převažuje, a zároveň vzhledem k jejich útočnému tónu, který byl spojován s řeckou jambickou poezií. Sbírka je charakteristická námětovou pestrostí, obsahuje básně útočné, erotické i občanské. Autor mj. odsuzuje občanskou válku.
- Carmina (Ódy, 3 knihy, 23 př. n. l., IV. kniha 13 př. n. l.): přes 100 básní různých námětů, délky a meter. Horatius zde představuje množství řeckých lyrických meter do té doby v latinské poezii neužívaných, básně jsou seřazeny podle vzoru alexandrijské neoterické poezie a vyznačují se vysokou učeností a propracovaností. Právě v Ódách zazněla jeho slavná sentence Carpe diem. Námětem básní jsou hostiny, láska, radosti venkova a naopak stinné stránky městského života, ale také oslava Augustových reforem.
  - Carmen saeculare (Píseň stoletní, 17 př. n. l.): báseň složená na Augustův podnět ku příležitosti oslavy století. Jedná se o hymnus pro 27 dívek a 27 hochů. Je to prosba k bohům, aby zajistili Římu a Augustově vládě prosperitu.
- Epistulae (Listy) (20 př. n. l.): 22 skladeb v hexametrech. Každý list je adresován konkrétní osobě a neomezuje se na jeden námět a téma, podle vzoru neoterické poezie se snaží o námětovou pestrost..
  - De arte poetica (O umění básnickém, po roce 13 př. n. l.): skladba (jinak také nazývána Epistula ad Pisones nebo jen Ad Pisones) podává základy teorií o poezii, především o tvorbě dramatické. Zabývá se postupně uměním a jeho tvůrci. Jedná se zřejmě o Horativo nejznámější dílo. Do češtiny bylo poprvé přeloženo Simeonem Karlem Macháčkem roku 1827.[4]

### Osudy Horatiova díla
Nedlouho po své smrti se Horatius stal římským školním autorem. Ve středověku byl dobře znám především jako básník moralizující, z jehož díla bylo možné čerpat mnohá ponaučení. Četly se především Listy a Satiry. Na jeho proslulost a postavení ve školní tradici ukazuje i Božská komedie, kde se Horatius nachází mezi básníky v předpeklí. Jako lyrik byl oslavován a imitován už od renesance (počínaje Petrarcou) zejména u francouzských básníků. Nepostradatelným vzorem klasicistní literatury byla skladba De arte poetica, na níž se odkazovalo v poetice a literatuře. Největší oblibě se Horatius těšil zřejmě v 18. století. Vliv měl nepochybně také na českou poezii, v období národního obrození ho například jako jeden z antických vzorů použil Antonín Jaroslav Puchmajer.

## České překlady
- HORATIUS, Quintus Flaccus. Ódy a epódy. Překlad Otakar Jiráni. Královské Vinohrady: Ludvík Bradáč, 1923. 276 s. Dostupné online.
- HORATIUS, Quintus Flaccus. Satiry. [Kniha I a II]. Překlad Otakar Jiráni. V Praze: Alois Srdce, 1929. 118 s.
- HORATIUS, Quintus Flaccus. Listy. Překlad Otakar Jiráni. V Praze: Alois Srdce, 1929. 121 s.
- HORATIUS, Quintus Flaccus. Vavřín a réva: ódy, epódy, satiry, listy. Překlad Jindřich Pokorný a Rudolf Mertlík. Odeon, Praha 1972. 365 s.